# Карчувек (Куявсько-Поморське воєводство)
Карчувек (пол. Karczówek) — село в Польщі, у гміні Топулька Радзейовського повіту Куявсько-Поморського воєводства.
У 1975-1998 роках село належало до Влоцлавського воєводства.